# SK Group
SK Group (kor. SK그룹 lub 에스케이그룹) – południowokoreański czebol z siedzibą w Seulu, jeden z największych w Korei Południowej. SK Group składa się z 95 spółek zależnych i stowarzyszonych, które dzielą wspólną markę SK i system zarządzania o nazwie SKMS (SK Management System). Zmienił nazwę z Sunkyong Group (hangul: 선경그룹, hancha: 鮮京그룹) na SK Group w 1998 roku.
SK Group zajął 57. miejsce w rankingu Fortune Global 500 na 2013 rok. SK Group zatrudnia ponad 70 tys. pracowników pracujących w 113 biurach na całym świecie. Choć największe przedsiębiorstwa zajmują się głównie przemysłem chemicznym, naftowym i energetycznym, SK Group jest również właścicielem największego dostawcy usług telefonii komórkowej w Korei Południowej, SK Telecom, a także świadczy usługi w zakresie budownictwa, żeglugi, marketingu, telefonii lokalnej, szybkiego internetu i bezprzewodowy dostęp szerokopasmowy (WiBro). 20 marca 2010 roku firma SK rozszerzyła swoją działalność na produkcję półprzewodników, łącząc Hynix w SK hynix, jeden z największych producentów półprzewodników pamięciowych na świecie.

## Główna działalność
Głównymi branżami SK są energetyka i telekomunikacja. Trzynaście spółek SK jest notowanych na giełdzie Korea Exchange: SK Holdings, SK Innovation, SK Telecom, SKC, SKC Solmics, SK Chemicals, SK C&C, SK Networks, SK Gas, SK Communications, SK Broadband, SK hynix i SK Securities. ADR spółki SK Telecom są również notowane na giełdzie New York Stock Exchange.

## Jednostki zależne
Lista oddziałów, które działają pod marką SK to: SKC, SK biopharmaceuticals, SK broadband, SK chemicals, SK E&C, SK E&S, SK energy, SK gas, SK global chemical, SK hynix, SK inc., SK inc. c&c, SK innovation, SK lubricants, SK Materials, SK networks, SK pharmteco, SK siltron, SK Telecom.
SK Group jest też właścicielem drużyny baseballowej SK Wyverns oraz klubu piłkarskiego Jeju United FC.